# Rijeka

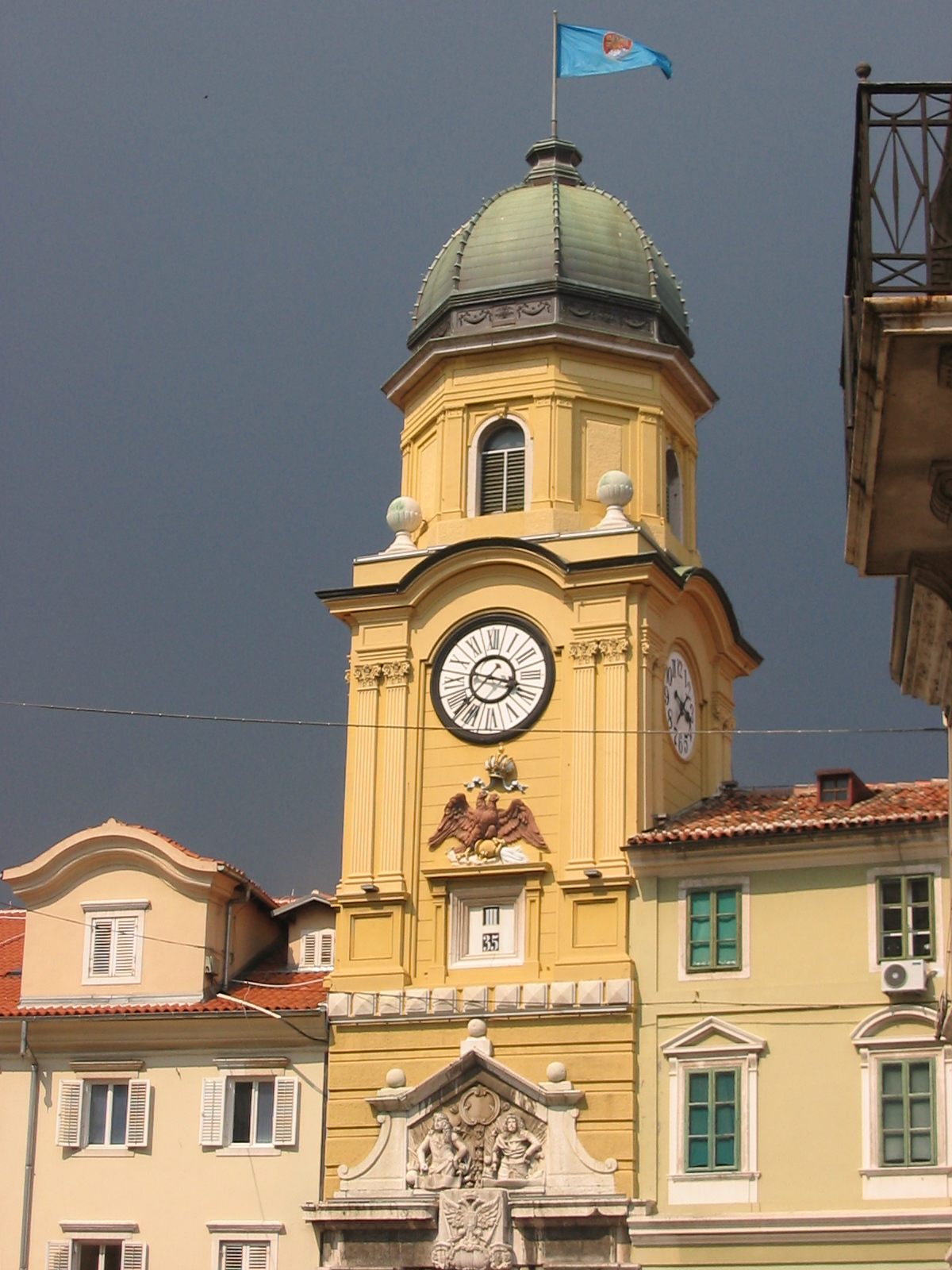
Torre municipal de Riéca

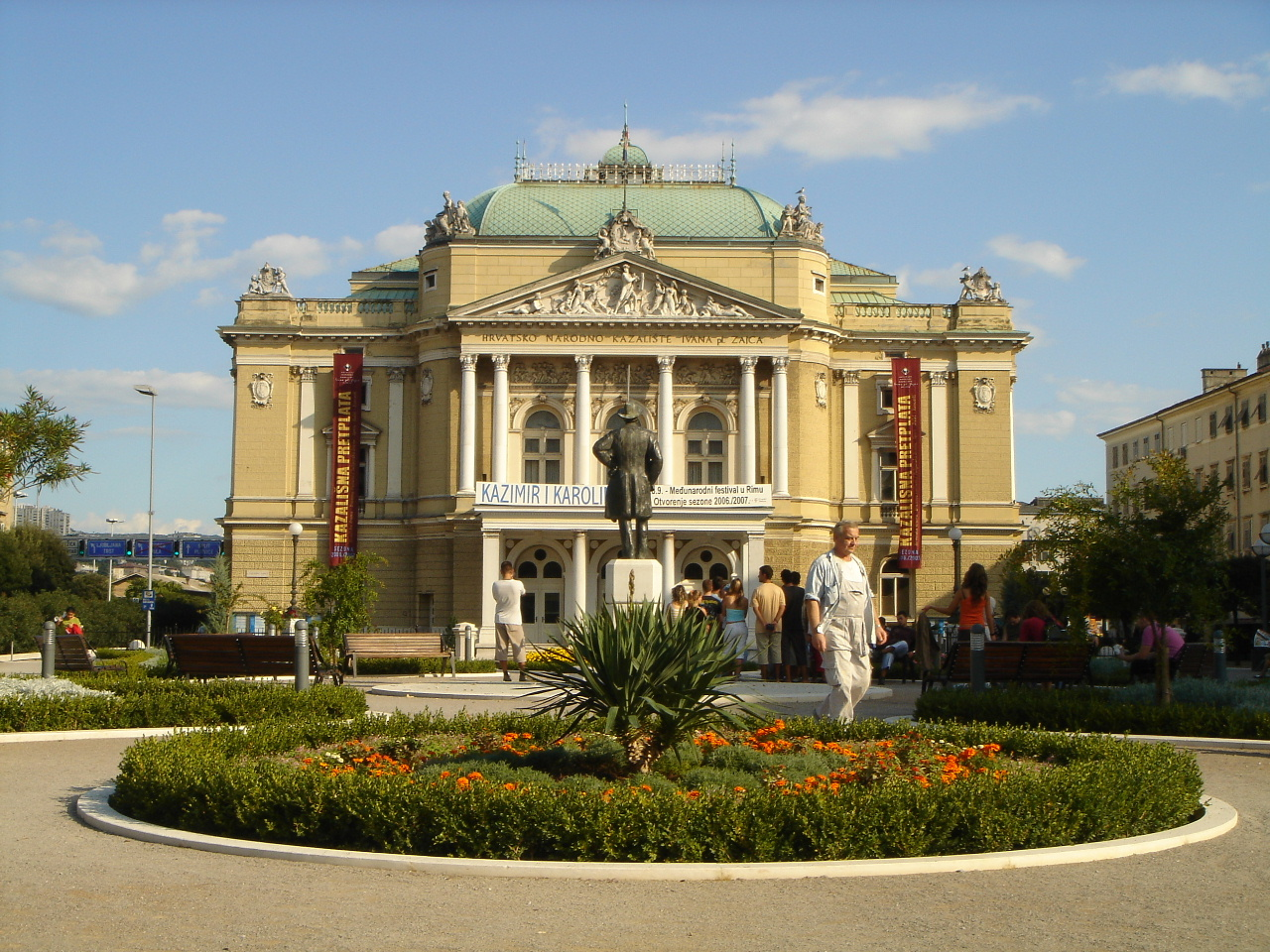
HNK Ivana Zajca

Rijeka (em italiano e húngaro Fiume; em esloveno Reka, em alemão Pflaum) ou Riéca é a terceira maior cidade da Croácia e principal porto do país. Está localizada no golfo do Carnaro (ou baía de Kvarner), uma reentrância do mar Adriático. A sua população é de 144 043 habitantes (censo de 2001), o que a faz a terceira maior cidade da Croácia. A maior parte dos seus habitantes é de origem croata (80,39%, segundo o censo de 2001).
Rijeka é a capital do condado de Primorje-Gorski Kotar. A economia da cidade depende, em grande medida, do transporte marítimo, da construção naval e do turismo.
Rijeka é a sede do Teatro Nacional Croata Ivan Zajc, construído originalmente em 1765, bem como da Universidade de Rijeka, fundada em 1632.
Em 2020 é Capital Europeia da Cultura.

## História
Com exceção de vestígios de assentamentos neolíticos, as comunidades mais antigas de que se tem registro no local foram a Tarsática celta (atualmente Trsat, hoje parte de Rijeka), numa colina, e a tribo ilíria dos Liburnos, no ancoradouro natural, mais abaixo. A cidade manteve esta dupla identidade por muito tempo. No tempo de Augusto, os romanos reorganizaram Tarsática como um município na margem direita do Riječina, com o nome de Flumem (tanto Riječina quanto Flumem significam "rio"). Há uma menção a Tarsática em Plínio (História Natural iii.140). Após o século IV, o nome da cidade foi alterado para Flumem Santo Vitor, em homenagem ao seu santo padroeiro. A partir do século V, os francos, os croatas e húngaros controlaram, sucessivamente, a cidade, passando esta às mãos dos Habsburgos austríacos em 1466. 
Constituída como porto franco em 1723, Fiume passou de mão em mão pelos territórios Habsburgos da Áustria, da Croácia e da Hungria, durante os séculos XVIII e XIX, até ser incorporada ao Reino da Hungria pela terceira e última vez em 1870. Embora a Croácia gozasse de autonomia constitucional dentro da Hungria, a cidade de Fiume era governada diretamente a partir de Budapeste, sendo o único porto internacional húngaro. A população cresceu rapidamente (de 21 000 em 1880 para 50 000 em 1910), devido ao desenvolvimento portuário, à expansão do comércio internacional e à conexão da cidade às redes ferroviárias da Áustria e da Hungria (1873). 
Com a derrota e dissolução da Áustria-Hungria dos Habsburgos ao término da Primeira Guerra Mundial, tanto a Itália quanto o Reino dos Sérvios, Croatas e Eslovenos (a futura Iugoslávia) reivindicaram a cidade, com base na composição étnica da população. Em seguida a um breve período de ocupação italiana, uma força internacional com tropas francesas, britânicas e norte-americanas foi posicionada na cidade (novembro de 1918), enquanto seu futuro era debatido na Conferência de Paz de Paris, durante o ano de 1919.
A Itália baseava sua reivindicação no fato de que os italianos constituíam o maior grupo étnico dentro da cidade. O restante da população era, em sua quase totalidade, de origem étnica croata, como também o eram os habitantes da região circunvizinha, inclusive o lugarejo de Sušak. As negociações foram subitamente interrompidas quando a cidade foi tomada em setembro de 1919 por uma milícia de nacionalistas italianos, chefiada pelo escritor Gabriele D'Annunzio, criando-se ali um Estado chamado "Regência Italiana de Carnaro".
Mudanças políticas no governo italiano permitiram à Itália e à Iugoslávia concluir o Tratado de Rapallo em novembro de 1920, segundo o qual Fiume se tornaria um Estado independente com um regime aceitável a ambas as partes.
Uma ocupação italiana em 1921 pôs fim ao governo de D'Annunzio. A eleição de uma assembleia constituinte de tendência autonomista não encerrou as controvérsias: a tomada do poder por nacionalistas italianos foi interrompida pela intervenção de um comissário real italiano; um golpe fascista em março de 1922 terminou numa terceira ocupação militar italiana. Sete meses depois, a própria Itália se tornava fascista.
O Tratado de Roma (janeiro de 1924) atribuiu Fiume à Itália e Sušak à Iugoslávia, estabelecendo uma administração portuária conjunta. A anexação formal da cidade pela Itália (março de 1924) deu início a vinte anos de governo fascista e a uma política de italianização forçada da população de origem croata, seguidos de vinte meses de ocupação militar alemã.
No período final da Segunda Guerra Mundial, as tropas iugoslavas avançaram até Trieste na sua campanha contra as forças alemãs que ocupavam tanto a Itália quanto a Iugoslávia. Fiume tornou-se finalmente a cidade croata (e, até 1991, iugoslava) de Rijeka, situação formalizada pelo Tratado de Paz de Paris concluído entre a Itália e os Aliados em fevereiro de 1947. 
Com a mudança de soberania, a maior parte da população de origem italiana foi expulsa, durante o chamado Êxodo juliano-dálmata, ou foi vítima dos partisans iugoslavos de Tito, em episódios de genocídio e limpeza étnica, dentre os quais se destaca o massacre das foibas ('fossas' em friulano).

## Transportes
Riéca é o maior porto da Croácia. Possui linhas de passageiros para Veneza, a Dalmácia e o sul da Itália.  A cidade dispõe de um aeroporto internacional e está conectada à rede de autoestradas e comboios da Croácia.

## Monumentos e outros locais de interesse
- Catedral de Rijeka
- Igreja de São Nicolau (Rijeka)
- Teatro Nacional Croata em Rijeka
- Castelo de Trsat